# 増田有希子
増田 有希子（ますだ ゆきこ、1980年6月11日 - ）は、三重県出身のアナウンサー。NHKの元契約アナウンサー。

## 略歴
- 大学卒業後ケーブルテレビ社員を経てNHK契約キャスターを務めた。
- NHK津放送局（2005年4月～）→NHK首都圏放送センター（2008年4月～）→NHK岐阜放送局（2009年4月～）
- 2005年から在籍した津放送局では、ほっとイブニングみえ「おじゃましマスダ」「増田有希子のふれあい街道」などを担当し、活躍した。

## 過去の担当番組
- NHK総合テレビ
  - ゆうどきネットワーク　リポーター

- NHK津放送局
  - ほっとイブニングみえ　リポーター　
  - みえーるくん情報　キャスター
  - おーい、ニッポン私の好きな三重県　中継リポーター

- NHK岐阜放送局
  - ほっとイブニングぎふ東海の技

- レディオキューブFM三重
  - 朝ワイド　READY　担当パーソナリティ